# マイク・ミルズ
マイク・サー・ミルズ（英語: Michael Edward Mills、1958年12月17日 - ）は、アメリカ合衆国のマルチ・インストゥルメンタリストである。R.E.M.のベーシストとして知られている。

## 経歴
1958年12月17日、カリフォルニア州オレンジ郡に生まれる。父親はテノール歌手である。ジョージア州メイコンで育った。中学生の頃、ドラマーのビル・ベリーと出会う。2人は親友となり、地元のバンドで共演した。ジョージア大学へ進学したミルズとベリーは、歌手のマイケル・スタイプとギタリストのピーター・バックと出会い、ロック・バンドのR.E.M.を結成した。1981年、R.E.M.のデビュー・シングル「Radio Free Europe」がリリースされた。
約31年間の活動を経て、2011年にR.E.M.は解散した。その後、ミルズはベースボール・プロジェクトなどで精力的に音楽活動を続けている。
2016年、ヴァイオリニストのロバート・マクダフィーとの共作による『Concerto for Violin, Rock Band and String Orchestra』をリリースした。

## ディスコグラフィー

### アルバム
- Concerto for Violin, Rock Band and String Orchestra （2016年、ロバート・マクダフィーとの共作）